# أبيروغون (رواية)
أبيروغون هي رواية بقلم كولوم ماكان، نُشرت في فبراير 2020. تستكشف الرواية الصراع حول القضية الفلسطينية في الشرق الأوسط. وتدور أحداثها حول رجلين فقد كل منهما ابنته، أحدهما فلسطيني والآخر إسرائيلي.

## الحبكة
تتبع القصة شخصيتين حقيقيتين: رامي الحنان، مصمم جرافيك إسرائيلي، وبسام عرامين، الباحث الفلسطيني الذي دخل السجن عندما كان مراهقًا لمهاجمته جنودًا إسرائيليين. تتكون الرواية من 1001 مقطع قصير، حيث تترابط الشخصيتان المركزيتان حول الوفاة المبكرة لابنتيهما.

## التعليقات
كانت تقييمات الكتاب إيجابية بشكل عام. وصف تشارلز فينش في الواشنطن بوست الكتاب بأنه "رواية محببة ومدروسة ومرهقة". أشاد شعيب علم، في ديلي ستار، بالرواية باعتبارها "استجابة أدبية بارعة وفي الوقت المناسب لأهوال المنطقة التي لا تنتهي". إلا أن الكاتبة الفلسطينية الأمريكية سوزان أبو الهوى، صاحبة الكتب الأكثر مبيعًا عالميًا، تسميها "خطأ استعماري آخر في النشر التجاري"، "يُحير استعمار فلسطين باعتباره صراعًا معقدًا بين طرفين متساويين".

## الجوائز
| سنة  | جائزة                                  | فئة   | النتيجة                  | المرجع      |
| ---- | -------------------------------------- | ----- | ------------------------ | ----------- |
| 2020 | جائزة بوكر                             | —     | مدرجة في القائمة الطويلة | [ 6 ] [ 7 ] |
| 2020 | جائزة أفضل كتاب غريب [الإنجليزية]      | رواية | الفائزة                  | [ 8 ]       |
| 2020 | جائزة ميديشي [الإنجليزية]              | غريب  | مدرجة في القائمة القصيرة | [ 9 ]       |
| 2021 | وسام أندرو كارنيجي للتميز [الإنجليزية] | خيالي | مدرجة في القائمة الطويلة | [ 10 ]      |
| 2021 | جوائز دالكي الأدبية                    | —     | مدرجة في القائمة القصيرة | [ 11 ]      |